# 汕头地区
汕头地区，中华人民共和国广东省已撤消的地区，在今广东省东部。存在于1968年3月16日到1983年7月13日，专员公署驻汕头市，由汕头专区改名而来，管辖范围为今地级汕头市、潮州市、揭阳市。辖原粤东行政区所属潮阳、潮安、澄海、饶平、南澳、揭阳、普宁、惠来、梅县、大埔、丰顺、五华、兴宁、平远、蕉岭15县。

## 历史沿革
- 1950年3月15日成立汕头市人民政府。1958年，设立汕头专区，潮汕地区的行政、文化中心向汕头转移。
- 1970年，撤销汕头专区，改置汕头地区。
- 1981年，经中国国务院批准，在汕头龙湖片区试办经济特区，汕头的经济建设进入新的阶段。
- 1983年7月13日，中共广东省委撤销汕头地区建制，实行地市合并，市领导县的体制。汕头市管辖揭阳、饶平、澄海、潮阳、南澳、普宁、惠来、揭西、海丰、陆丰、潮州市等10县1市以及安平、同平、公园、金砂、市郊5个市辖区和一个经济特区。同年9月1日起，海丰、陆丰两县划归惠阳地区管辖。